# Суперлига (регбилиг)
Это статья о турнире по регбилиг. О чемпионате США по регби-15 см. статью «Чемпионат США по регби».
Суперлига (англ. Super League) — крупнейшее европейское клубное состязание по регбилиг (регби-13). Лига создана в 1996 году и на данный момент объединяет 13 английских и один французский клуб. Предшественником Суперлиги является Чемпионат регбийной лиги, старейшее соревнование по регби-13 в мире. Именно этот чемпионат был создан клубами, ответственными за раскол в регби, который послужил причиной создания нового вида спорта. Сейчас организацией чемпионата занимается Регбийная лига (англ. Rugby Football League), ведущий административный институт в английском регбилиг. Нынешнее коммерческое название турнира — engage Super League.
Наиболее успешной командой чемпионата является «Лидс»: на счету клуба шесть побед в лиге. В рамках регулярного сезона участники проводят 27 игр. 13 встреч проходят дома, ещё 13 — на территории соперника, а один матч, т. н. «волшебный уикенд», проводится на нейтральном поле. По итогам регулярного первенства определяются восемь команд, которые сражаются за титул чемпиона.
Лучшие команды Суперлиги соревнуются с лидерами австралазийской Национальной регбийной лиги за титул клубного чемпиона мира.

## Формат
С 2009 года лига объединяет 14 клубов. Каждый из них соревнуется с соперниками в два круга, проводя с каждым один матч дома и один — на выезде (не считая «волшебного» тура). Затем проводятся матчи плей-офф, по итогам которых определяются две лучшие команды сезона, которые играют в большом финале. Право сыграть в плей-офф имеют восемь сильнейших команд, при этом клубы с лучшими показателями имеют преимущество при жеребьёвке. Финал проводится на манчестерском стадионе «Олд Траффорд».
В рамках первого раунда плей-офф проходит четыре матча, два — среди четырёх сильнейших команд сезона (первая против четвёртой, вторая против третьей), два — среди команд с пятой по восьмую. Победители первых двух матчей попадают напрямую в третий раунд, в то время как победители «малого» плей-офф получают возможность сыграть во втором раунде. С 2009 года действует правило, согласно которому команда, победившая в первом раунде плей-офф и обладающая лучшей позиций в регулярном чемпионате, сможет выбрать соперника в третьем раунде.
В рамках второго раунда соревнуются проигравшие команды «большого» плей-офф и победители матчей «малого». Таким образом, в одном матче встречаются лучшая проигравшая команда «большого» сектора (первая, вторая или третья) и худший клуб-победитель «малого» сектора (шестой, седьмой или восьмой). В другом матче играют соответственно проигравшая команда из первой четвёрки с более низким рейтингом (вторая, третья или четвёртая) и выигравшая команда из второй четвёрки с высоким (пятая, шестая или седьмая).
В третьем раунде лучшая команда регулярного сезона из победивиших в первом раунде («большого» сектора) определяет своего соперника. Вторая команда, вышедшая в раунд из «большого» сектора играет с другим, невыбранным клубом. Победители полуфинальных пар играют в большом финале.

## Участники
| Суперлига              | Суперлига    | Суперлига                    | Суперлига   | Суперлига                  | Суперлига | Суперлига        |
| Команда                | Первый сезон | Стадион                      | Вместимость | Город                      | Побед     | Последняя победа |
| ---------------------- | ------------ | ---------------------------- | ----------- | -------------------------- | --------- | ---------------- |
| «Брэдфорд Буллз»       | 1907         | «Одсал Стэдиум»              | 27 491      | Брадфорд, Уэст-Йоркшир     | 6         | 2005             |
| «Каслфорд Тайгерс»     | 1925         | «Уиш Коммьюникейшнс Стэдиум» | 12 000      | Каслфорд, Уэст-Йоркшир     | 0         | —                |
| «Каталанс Дрэгонс»     | 2000         | «Стад Жильбер-Брютю»         | 13 000      | Перпиньян, Франция         | 0         | —                |
| «Лидс Риноз»           | 1864         | «Хедингли Карнеги Стэдиум»   | 20 500      | Лидс, Уэст-Йоркшир         | 9         | 2012             |
| «Лондон Бронкоз»       | 1980         | «Туикенем Ступ»              | 14 816      | Туикенем, Лондон           | 0         | —                |
| «Сент-Хеленс»          | 1873         | «Лангтри Парк»               | 18 000      | Сент-Хеленс, Мерсисайд     | 12        | 2006             |
| «Солфорд Ред Девилз»   | 1873         | «Солфорд Сити Стэдиум»       | 12 000      | Солфорд, Большой Манчестер | 6         | 1976             |
| «Уиган Уорриорз»       | 1872         | «ДВ Стэдиум»                 | 24 057      | Уиган, Большой Манчестер   | 19        | 2010             |
| «Уиднес Вайкингс»      | 1875         | «Стобарт Стэдиум Холтон»     | 13 500      | Уиднес, Чешир              | 3         | 1989             |
| «Уоррингтон Вулвз»     | 1876         | «Холливелл Джонс Стэдиум»    | 15 500      | Уоррингтон, Чешир          | 3         | 1955             |
| «Уэйкфилд Тринити»     | 1873         | «Рэпид Солиситорс Стэдиум»   | 12 000      | Уэйкфилд, Уэст-Йоркшир     | 2         | 1968             |
| «Хаддерсфилд Джайентс» | 1864         | «Галфарм Стэдиум»            | 24 500      | Хаддерсфилд, Уэст-Йоркшир  | 7         | 1962             |
| «Халл»                 | 1865         | «Кингстон Коммьюникейшн»     | 25 404      | Кингстон-апон-Халл, ВРЙ    | 6         | 1983             |
| «Халл Кингстон Роверс» | 1882         | «Крейвен Парк»               | 10 000      | Кингстон-апон-Халл, ВРЙ    | 5         | 1985             |

### Выбывшие участники
Представлены только выбывшие участники Суперлиги. До 1996 года проводился Чемпионат регбийной лиги.
| - «Галифакс Пантерс» - «Гейтсхед Тандер» - «Крусейдерс Регбилиг» - «Ли Сенчурионс» - «Олдем Рафайдс» | - «Пари Сен-Жермен» - «Уокингтон Таун» - «Хаддерсфилд-Шеффилд Джайентс» - «Шеффилд Иглз» |

## Победители
Представлены только сезоны Суперлиги. До 1996 года проводился Чемпионат регбийной лиги.
| Сезон | Чемпион          | Счёт финала | Финалист             | Победитель регулярного сезона |
| ----- | ---------------- | ----------- | -------------------- | ----------------------------- |
| 1996  | —                | —           | —                    | «Сент-Хеленс»                 |
| 1997  | —                | —           | —                    | «Брэдфорд Буллз»              |
| 1998  | «Уиган Уорриорз» | 10–4        | «Лидс Риноз»         | «Уиган Уорриорз»              |
| 1999  | «Сент-Хеленс»    | 8–6         | «Брэдфорд Буллз»     | «Брэдфорд Буллз»              |
| 2000  | «Сент-Хеленс»    | 29–16       | «Уиган Уорриорз»     | «Уиган Уорриорз»              |
| 2001  | «Брэдфорд Буллз» | 37–6        | «Уиган Уорриорз»     | «Брэдфорд Буллз»              |
| 2002  | «Сент-Хеленс»    | 19–18       | «Брэдфорд Буллз»     | «Сент-Хеленс»                 |
| 2003  | «Брэдфорд Буллз» | 25–12       | «Уиган Уорриорз»     | «Брэдфорд Буллз»              |
| 2004  | «Лидс Риноз»     | 16–8        | «Брэдфорд Буллз»     | «Лидс Риноз»                  |
| 2005  | «Брэдфорд Буллз» | 15–6        | «Лидс Риноз»         | «Сент-Хеленс»                 |
| 2006  | «Сент-Хеленс»    | 26–4        | «Халл»               | «Сент-Хеленс»                 |
| 2007  | «Лидс Риноз»     | 33–6        | «Сент-Хеленс»        | «Сент-Хеленс»                 |
| 2008  | «Лидс Риноз»     | 24–16       | «Сент-Хеленс»        | «Сент-Хеленс»                 |
| 2009  | «Лидс Риноз»     | 18–10       | «Сент-Хеленс»        | «Лидс Риноз»                  |
| 2010  | «Уиган Уорриорз» | 22–10       | «Сент-Хеленс»        | «Уиган Уорриорз»              |
| 2011  | «Лидс Риноз»     | 32-16       | «Сент-Хеленс»        | «Уоррингтон Вулвз»            |
| 2012  | «Лидс Риноз»     | 26-18       | «Уоррингтон Вулвз»   | «Уиган Уорриорз»              |
| 2013  | «Уиган Уорриорз» | 30-16       | «Уоррингтон Вулвз»   | «Хаддерсфилд Джайентс»        |
| 2014  | «Сент-Хеленс»    | 14-6        | «Уиган Уорриорз»     | «Сент-Хеленс»                 |
| 2015  | «Лидс Риноз»     | 22-20       | «Уиган Уорриорз»     | «Лидс Риноз»                  |
| 2016  | «Уиган Уорриорз» | 12-6        | «Уоррингтон Вулвз»   | «Уоррингтон Вулвз»            |
| 2017  | «Лидс Риноз»     | 24-6        | «Каслфорд Тайгерс»   | «Каслфорд Тайгерс»            |
| 2018  | «Уиган Уорриорз» | 12-4        | «Уоррингтон Вулвз»   | «Сент-Хеленс»                 |
| 2019  | «Сент-Хеленс»    | 23-6        | «Сэлфорд Ред Девилз» | «Сент-Хеленс»                 |
| 2020  | «Сент-Хеленс»    | 8-4         | «Уиган Уорриорз»     | «Уиган Уорриорз»              |
| 2021  | «Сент-Хеленс»    | 12-10       | «Каталанс Дрэгонс»   | «Каталанс Дрэгонс»            |
| 2022  | «Сент-Хеленс»    | 24-12       | «Лидс Риноз»         | «Сент-Хеленс»                 |

### Результаты
|   | Клуб                 | Победы | Поражения в финале | Чемпионские годы                                           |
| - | -------------------- | ------ | ------------------ | ---------------------------------------------------------- |
| 1 | «Сент-Хеленс»        | 10     | 5                  | 1996, 1999, 2000, 2002, 2006, 2014, 2019, 2020, 2021, 2022 |
| 2 | «Лидс Риноз»         | 8      | 3                  | 2004, 2007, 2008, 2009, 2011, 2012, 2015, 2017             |
| 3 | «Уиган Уорриорз»     | 5      | 6                  | 1998, 2010, 2013, 2016, 2018                               |
| 4 | «Брэдфорд Буллз»     | 4      | 3                  | 1997, 2001, 2003, 2005                                     |
| 5 | «Уоррингтон Вулвз»   | 0      | 4                  | -                                                          |
| 6 | «Каслфорд Тайгерс»   | 0      | 1                  | -                                                          |
| 6 | «Каталанс Дрэгонс»   | 0      | 1                  | -                                                          |
| 6 | Халл                 | 0      | 1                  | -                                                          |
| 6 | «Лондон Бронкос»     | 0      | 1                  | -                                                          |
| 6 | «Сэлфорд Ред Дэвилс» | 0      | 1                  | -                                                          |